# Lỗ Định công
Lỗ Định công (chữ Hán: 魯昭公 trị vì 509 TCN-495 TCN), tên thật là Cơ Tống (姬宋), là vị vua thứ 26 của nước Lỗ - chư hầu nhà Chu trong Lịch sử Trung Quốc.

## Lên ngôi
Theo Sử kí-Lỗ Chu công thế gia, Cơ Tống là con trai nhỏ của Lỗ Tương công, vua thứ 23 của nước Lỗ, em của Lỗ Dã - vị vua thứ 24 của nước Lỗ và Lỗ Chiêu công - vị vua thứ 25 của nước Lỗ.
Năm 517 TCN, vua anh Lỗ Chiêu công mâu thuẫn với họ Quý, bị Quý tôn Ý Như đuổi sang nước Tề và sống lưu vong. Năm 510 TCN, Lỗ Chiêu công mất ở Tề. Sau khi đưa thi hài vua anh về an táng tại nước Lỗ, đến ngày Mậu Thìn tháng 6 năm 509 TCN, Cơ Tống lên nối ngôi, tức là Lỗ Định công.

## Trị vì
Trước sự lộng hành của Tam Hoàn từ nhiều đời trước, cả sự nghiệp của Lỗ Định công ngoài quan hệ với chư hầu là việc chống lại Tam Hoàn. Để thực hiện việc này ông đã dựa vào những người chống Tam Hoàn là Dương Hổ và Khổng Tử.

### Dương Hổ
Năm 506 TCN, Sái Chiêu hầu bị lệnh doãn nước Sở là Nang Ngõa hối lộ không được, bị giữ lại 3 năm. Sau khi về nước, Sái Chiêu hầu gửi con tin cho Tấn Định công, xin Tấn giúp đánh Sở. Lỗ Định công theo sự triệu tập của vua Tấn, cùng các nước Tấn, Tề, Lỗ, Tống, Vệ, Trịnh, Trần, Cử, Chu, Đằng, Đốn, Tiết, Hồ, Kỷ, Tiểu Châu để bàn đánh Sở để giúp Sái nhưng Đại phu nước Tấn là Tuân Dần lại đòi nước Sái hối lộ nhưng không được bèn bãi binh rút về. Từ đó nước Tấn mất tín nhiệm của nước bá chủ với chư hầu.
Năm 505 TCN, nước Sái bị đói kém, Lỗ Định công sai người chở gạo đến cứu đói cho nước Sái.
Tháng 6 năm 505 TCN, Quý tôn Ý Như (Quý Bình tử) chết, con là Quý tôn Tư lên thay, tức Quý Hoàn tử. Gia thần họ Quý là Dương Hổ làm binh biến, bắt giam Quý Hoàn Tử và Công Phủ Văn Bá, đuổi Trọng Lương Hoài, đoạt quyền họ Quý.
Tháng 2 năm 504 TCN, vì nước Trịnh đánh đất Tư Mi thuộc nhà Chu, Lỗ Định công theo lệnh nước Tấn, sai Dương Hổ đem quân đánh Trịnh, chiếm được đất Khuông. Trên đường rút quân, Dương Hổ không hỏi xin Vệ Linh công, tự ý đóng quân ở Đông Môn thuộc nước Vệ. Vệ Linh công sai Di Tử Hà đuổi đánh, sau nhờ có đại phu Công thúc Văn tử can ngăn, vua Vệ mới lui quân.
Sau đó Dương Hổ cùng các quý tộc Quý, Mạnh, Thúc giảng hòa. Dương Hổ cùng Lỗ Định công và Tam Hoàn thề với nhau ở trước nền Chu xã, sau đó lại cùng thề với dân chúng ở Bạc xã. Các bên thỏa ước chia sẻ quyền lực, cùng hòa hiếu.
Mùa xuân năm 502 TCN, Lỗ Định công đem quân đánh nước Tề. Mùa hạ năm đó, Tề Cảnh công cũng đem quân đánh vào đất Tây Bỉ của Lỗ.
Tướng Quốc Hạ nước Tề đánh vào biên giới phía tây nước Lỗ. Họ Quý, họ Mạnh cùng Dương Hổ mang quân ra đánh quân Tề. Quân Tề đặt phục binh đợi quân Lỗ. Dương Hổ sắp ra trận thì nghe lời thủ hạ Thiêm Di, hạ lệnh rút lui không giao chiến. Do đó quân Lỗ tránh được một trận thua.
Sau đó Lỗ Định công bèn cùng nước Tấn hội chư hầu ở đất Ngõa.
Cùng năm đó, Khổng Tử trở về Lỗ, được Lỗ Định công trọng dụng, giao coi thành Trung Đô, năm sau được thăng chức Đại tư khấu (coi việc hình pháp), kiêm quyền tể tướng.
Năm 502 TCN, Dương Hổ muốn diệt trừ Tam Hoàn, hợp mưu với gia thần họ Thúc là Công Sơn Bất Nhữu cùng nhau giết ba đại phu Tam Hoàn, định sẽ lập Thúc tôn Triếp lên thay họ Thúc, Quý Ngụ thay họ Quý còn mình thì thay họ Mạnh.
Gia thần họ Mạnh là Công Liễm Xử Phụ biết mưu của Dương Hổ, nói với Mạnh tôn Vô Kị (Mạnh Ý tử) nên phòng bị. Mạnh tôn Vô Kị mộ ba trăm tráng sĩ, giả làm gia nô để đề phòng.
Dương Hổ đưa Quý tôn Tư lên xe đi tế và định giết chết. Quý tôn Tư nhờ người lái xe là Lâm Sở nên trốn thoát sang họ Mạnh. Mạnh tôn Vô Kị đã đề phòng, sai quân ra đánh giết Dương Việt. Dương Hổ trở về, bắt Lỗ Định công và Thúc tôn Vũ thúc sang đánh họ Mạnh. Công Liễm Xử Phụ đem quân từ đất Thành ra cứu họ Mạnh, Dương Hổ thất bại, trốn sang nước Tề rồi lại sang nước Tấn.

### Khổng Tử
Từ khi Khổng Tử đến, nước Lỗ nhanh chóng cường thịnh làm Tề Cảnh công rất lo ngại. Năm 501 TCN, Tề Cảnh công mời Lỗ Định công đến hội ở Giáp Cốc, tướng Tề là Lê Di hiến kế đặt phục binh trấn áp Lỗ Định công. Khổng Tử cũng đem quân mai phục sẵn. Khi ra hội, vua Tề định trấn áp ông nhưng Khổng Tử sai phục binh lên trước khiến vua Tề không làm gì được. Tề Cảnh công sau đó phải đem trả ruộng Quy Âm, Hoan Điền, Vấn Dương đã chiếm khi trước cho nước Lỗ.
Khổng Tử chủ trương giúp Lỗ Định công chấn hưng quyền lực, bèn sai học trò là Trọng Do bỏ ấp đô của 3 họ quý tộc Mạnh, Thúc, Quý. Năm 498 TCN, Trọng Do làm chức Tể cho họ Quý, theo lệnh của Lỗ Định công, phá bỏ thành Hậu. Sau đó họ Quý nghe lời Trọng Do định phá tiếp ấp Phí. Quan tể ấp Phí là Công Sơn Phất Nữu không chịu phá thành, bèn mang quân tấn công Lỗ Định công, vây kinh đô nước Lỗ.
Khổng Tử đang làm chức Tư khấu, ra lệnh cho Thân Câu Tu và Nhạc Khẩn mang quân xuống đài chống lại quân Phí. Công Sơn Phất Nữu thua trận bỏ chạy, quân Lỗ truy kích đánh bại một trận nữa ở Cô Miệt. Công Sơn Phất Nữu phải bỏ chạy sang nước Tề. Lỗ Định công bèn phá ấp Phí.
Cuối năm đó Lỗ Định công lại mang quân đánh ấp Thành của họ Mạnh, vây một thời gian nhưng không hạ được.
Năm 495 TCN, Lỗ Định công qua đời. Ông ở ngôi 15 năm. Con ông là Cơ Tương nối ngôi, tức Lỗ Ai công.